# Gustavo Garcia-Siller
Gustavo Garcia-Siller, in spagnolo Gustavo García Siller (San Luis Potosí, 21 dicembre 1956), è un arcivescovo cattolico messicano naturalizzato statunitense, dal 14 ottobre 2010 arcivescovo metropolita di San Antonio.

## Biografia
Gustavo García Siller è nato a San Luis Potosí il 21 dicembre 1956 ed è il maggiore dei quindici figli di Gustavo García Suárez e María Cristina García Siller. È cresciuto spazzando pavimenti, lavando finestre e ha lavorato anche nel negozio di mobili della sua famiglia fino a 16 anni.

### Formazione e ministero sacerdotale
Ha frequentato la scuola primaria e secondaria al Collegio Motolinía di San Luis Potosí.
Nel 1973 è entrato nella congregazione dei Missionari dello Spirito Santo a Città del Messico. Nel 1975 ha emesso la prima professione. Dal 1975 al 1978 ha studiato all'Istituto di Filosofia di Guadalajara. Nel 1980 è stato inviato negli Stati Uniti d'America per fornire assistenza spirituale ai migranti messicani. Dal 1980 al 1984 ha compiuto gli studi teologici presso il seminario "San Giovanni" di Camarillo ottenendo il Master of Divinity e il Master of Theology. In seguito ha conseguito il Master of Psychology presso l'Università Gesuita di Guadalajara.
Il 22 giugno 1984 è stato ordinato presbitero a Guadalajara. In seguito è stato vicario parrocchiale della parrocchia di San Giuseppe a Selma dal 1984 al 1988, rettore delle case di studio del suo ordine a Lynwood dal 1990 al 1994, di Long Beach dal 1994 al 1996 e di Portland dal 1996 al 1999 e direttore spirituale aggiunto al seminario "Mount Angel" di Portland dal 1996 al 1999. Il 15 dicembre 1998 ha ottenuto la cittadinanza statunitense. È stato quindi rettore della Theologate House del suo ordine a Oxnard e superiore del vicariato "Cristo Sacerdote" dei Missionari dello Spirito Santo in California, che comprende il territorio degli Stati Uniti e del Canada, dal 1999 al 2003.

### Ministero episcopale
Il 24 gennaio 2003 papa Giovanni Paolo II lo ha nominato vescovo ausiliare di Chicago e titolare di Esco. Ha ricevuto l'ordinazione episcopale il 19 marzo successivo nella cattedrale del Santo Nome di Chicago dal cardinale Francis Eugene George, arcivescovo metropolita di Chicago, co-consacranti il vescovo ausiliare della stessa arcidiocesi Raymond Emil Goedert e il vescovo di Nuevo Laredo Ricardo Watty Urquidi. Come ausiliare ha prestato servizio come vicario episcopale per il V vicariato e referente del cardinale arcivescovo per la pastorale della comunità ispanica.
Il 14 ottobre 2010 papa Benedetto XVI lo ha nominato arcivescovo metropolita di San Antonio. Ha preso possesso dell'arcidiocesi il 23 novembre successivo.
Nel marzo del 2012 ha compiuto la visita ad limina.
In seno alla Conferenza dei vescovo cattolici degli Stati Uniti è stato presidente della regione VII, che comprende Illinois, Wisconsin e Indiana, e membro del sottocomitato per gli affari ispanici, del sottocomitato per gli affari afroamericani, della commissione per la liturgia, della commissione per le migrazioni e del comitato per la vita consacrata. Attualmente è membro del sottocomitato per gli ispanici e la liturgia e del comitato nazionale per la giustizia e lo sviluppo umano.
Oltre all'inglese e allo spagnolo, conosce il francese.

## Genealogia episcopale e successione apostolica
La genealogia episcopale è:
- Cardinale Scipione Rebiba
- Cardinale Giulio Antonio Santori
- Cardinale Girolamo Bernerio, O.P.
- Arcivescovo Galeazzo Sanvitale
- Cardinale Ludovico Ludovisi
- Cardinale Luigi Caetani
- Cardinale Ulderico Carpegna
- Cardinale Paluzzo Paluzzi Altieri degli Albertoni
- Papa Benedetto XIII
- Papa Benedetto XIV
- Papa Clemente XIII
- Cardinale Giovanni Francesco Albani
- Cardinale Carlo Rezzonico
- Cardinale Antonio Dugnani
- Arcivescovo Jean-Charles de Coucy
- Cardinale Gustave-Maximilien-Juste de Croÿ-Solre
- Vescovo Charles-Auguste-Marie-Joseph Forbin-Janson
- Cardinale François-Auguste-Ferdinand Donnet
- Vescovo Charles-Emile Freppel
- Cardinale Louis-Henri-Joseph Luçon
- Cardinale Charles-Henri-Joseph Binet
- Cardinale Maurice Feltin
- Cardinale Jean-Marie Villot
- Cardinale Agostino Cacciavillan
- Cardinale Francis Eugene George, O.M.I.
- Arcivescovo Gustavo Garcia-Siller, M.Sp.S.

La successione apostolica è:
- Vescovo Michael James Sis (2014)
- Vescovo Michael Fors Olson (2014)
- Vescovo Robert Milner Coerver (2016)
- Vescovo Michael Joseph Boulette (2017)
- Vescovo Gary Wayne Janak (2021)